# Qualificazioni al campionato mondiale maschile di pallavolo 2014 (AVC)
Le qualificazioni per il campionato mondiale di pallavolo maschile 2014 dell'Asia e Oceania mettono in palio 4 posti. Delle 65 squadre asiatiche e oceaniche appartenenti alla AVC e aventi diritto di partecipare alle qualificazioni, ne partecipano 29.

## Squadre partecipanti
- Afghanistan
- Arabia Saudita
- Australia
- Bahrein
- Birmania
- Cina
- Corea del Sud
- Emirati Arabi Uniti

- Giappone
- Giordania
- Hong Kong
- India
- Indonesia
- Iran
- Iraq

- Kazakistan
- Kuwait
- Libano
- Maldive
- Nuova Zelanda
- Pakistan
- Qatar

- Siria
- Sri Lanka
- Taipei cinese
- Thailandia
- Uzbekistan
- Vietnam
- Yemen (ritirato)

## Turno subzonale

### Ovest 1
- Luogo:  Beirut
- Date: 7-9 giugno 2013

### Ovest 2
- Luogo:  Madinat al-Kuwait
- Date: 8 giugno 2013

### Ovest 3
- Luogo:  Doha
- Date:5-7 giugno 2013

## Turno zonale

### Centro 1
- Luogo:  Pavlodar
- Date: 14-16 giugno 2013

### Centro 2
- Luogo:  Colombo
- Date: 3-5 luglio 2013

### Est
- Luogo:  Taipei
- Date: 29 giugno 2013

### Sudest
- Luogo:  Nakhon Pathom
- Date: 26-28 giugno 2013

### Ovest 4
- Luogo:  Dubai
- Date: 5-7 luglio 2013

### Ovest 5
- Luogo:  Manama
- Date: 4-6 luglio 2013

## Turno finale
- Australia
- Iran
- Cina
- Giappone

- Corea del Sud
- Nuova Zelanda
- Kazakistan
- India

- Pakistan
- Taipei cinese
- Thailandia
- Indonesia

- Qatar
- Arabia Saudita
- Bahrein
- Kuwait

### Girone A
- Luogo:  Canberra
- Date: 6-8 settembre 2013

### Girone B
- Luogo:  Teheran
- Date: 11-13 settembre 2013

### Girone C
- Luogo:  Chenzhou
- Date: 20-22 settembre 2013

### Gruppo D
- Luogo:  Komaki
- Date: 5-8 settembre 2013